# Eleições estaduais do Rio Grande do Sul de 1982
As eleições estaduais no Rio Grande do Sul em 1982 aconteceram juntamente com todos outros Estados e Territórios Federais, em 15 de novembro. Realizaram-se eleições para os seguintes cargos:
Governador (primeira eleição direta para o cargo desde 1962)
Senador (uma vaga)
Deputados Federais
Deputados Estaduais
Prefeito (exceto na capital, nos municípios de fronteira e nos considerados área de segurança nacional)
Vereadores
Foram as primeiras eleições realizadas no país após a volta do multipartidarismo.
Para o Governo do Estado, foram lançadas quatro candidaturas, por quatro dos cinco partidos legalizados no país na época (o PTB não havia obtido registro no Rio Grande do Sul):  Jair Soares (PDS), Alceu Collares (PDT), Olívio Dutra (PT) e Pedro Simon (PMDB).
As coligações, na época, eram proibidas.
Não existia ainda no Brasil o segundo turno.

## Resultado da eleição
1º colocado: Jair Soares (PDS),1.294.962 votos (34,1 %)
2º colocado: Pedro Simon (PMDB),1.272.319 votos (33,5 %)
3º colocado: Alceu Collares (PDT),775.546 votos (20 %)
4º colocado: Olívio Dutra (PT), 50.713 votos (1,3 %)
Com uma diferença de menos de 1% sobre Simon, Soares saiu vitorioso, assumindo o Governo do Estado do Rio Grande do Sul em 15 de março de 1983.

## Lista das candidaturas majoritárias
(por partido, em ordem alfabética:)

## Partido Democrático Social (PDS)
Jair Soares: Governador - nº 1
Cláudio Strassburger: Vice
Carlos Chiarelli: Senador - nº 11
Alberto Hoffmann e ?: Suplentes de senador

## Partido Democrático Trabalhista (PDT)
Alceu Collares: Governador - nº 2
Caruso: Vice
Getúlio Dias: Senador - nº 20
Mila Cauduro e Homero Simon: Suplentes de senador

## Partido do Movimento Democrático Brasileiro (PMDB)
Pedro Simon: Governador - nº 5
Odacir Klein: Vice
Paulo Brossard: Senador - nº 50
Temperani Pereira e Thereza Noronha: Suplentes de senador

## Partido dos Trabalhadores (PT)
Olívio Dutra: Governador - nº 3
Geci Prates: Vice
Raul Pont: Senador - nº 30
Avani Jaime Keller e Jose Losada: Suplentes de senador